# Josef Fleckenstein

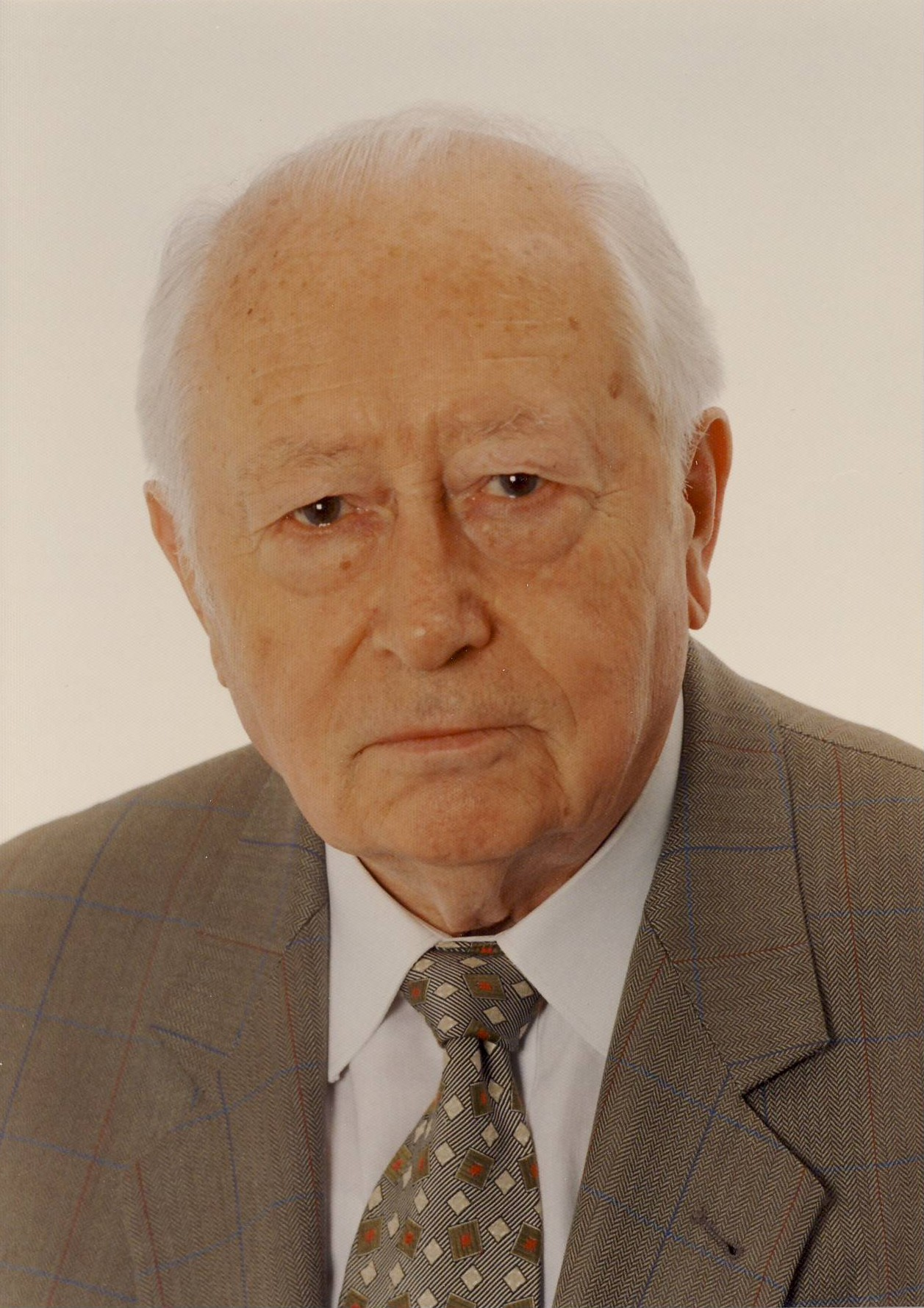

Josef Fleckenstein (1919-2004) es catedrático de historia medieval alemán.

## Biografía
Uno de los primeros hitos en la biografía académica del profesor Josef Fleckenstein fue durante el año de 1960, cuando se trasladó durante un año como presidente en la Georg-August-Universität Göttingen. Fleckenstein consiguió una buena reputación como profesor en Fráncfort del Meno.
De 1971 a 1987, ascendía a director del instituto de historia Max Planck de Gotinga, donde desde 1973 también fue profesor honorario de la Facultad de Filosofía. Tras su jubilación, se fue un año como profesor visitante a Zúrich. Ha sido profesor en las universidades de Fráncfort del Meno, Friburgo de Brisgovia, Gotinga y Zúrich. 
Después de una larga enfermedad murió Josef Fleckenstein sólo unos meses después de su esposa el 4 de noviembre de 2004 en Gotinga. 
Las investigaciones del profesor Fleckenstein se centraron en la historia de la Edad Media. Especialmente interesado en las cuestiones del orden constitucional, social e intelectual de la historia. Fue también un experto en el mundo de la caballería.